# Georgi Dmitrijewitsch Alexejew

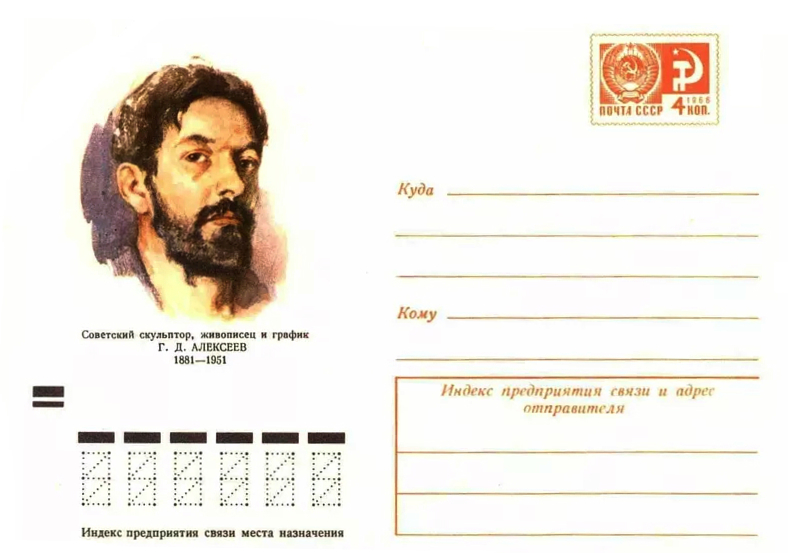
G. D. Alexejew auf einem Umschlag der Post der UdSSR

Georgi Dmitrijewitsch Alexejew (russisch Георгий Дмитриевич Алексеев; * 20. Apriljul. / 2. Mai 1881greg. im Dorf Wenjukowo, Gouvernement Moskau; † 21. Juli 1951 in Moskau) war ein russisch-sowjetischer Bildhauer, Grafiker und Maler.

## Leben
Alexejew war der 9. Sohn eines Graveurs. Als der Vater 1893 starb, wurde Alexejew Arbeiter in einer Moskauer Siegellackfabrik mit einer täglichen Arbeitszeit von 12 bis 14 Stunden.
Alexejew studierte 1900–1907 an der Moskauer Hochschule für Malerei, Bildhauerei und Architektur in der Malerei-Fakultät bei Ilja Repin, Sergei Korowin, Walentin Serow und Nikolai Kassatkin. Für das auf der Ausstellung der Peredwischniki ausgestellte Gemälde Fangen spielen erhielt er 1904 die Große Silbermedaille mit dem Anrecht auf eine Bildungsreise nach Westeuropa. 1905 schloss er sich den Peredwischniki an.
Alexejew beteiligte sich an der Russischen Revolution 1905. 1907 fertigte Alexejew im Auftrag des Moskauer Komitees der Sozialdemokratischen Arbeiterpartei Russlands ein Gips-Porträt von Karl Marx an (Sammlung D. G. Alexejew, Moskau). Das Studium schloss Alexejew 1914 an der Moskauer Hochschule für Malerei, Bildhauerei und Architektur in der Bildhauerei-Fakultät als Klassischer Künstler und Bildhauer I. Klasse ab.
Alexejew lebte seit 1911 in Saltykowka (jetzt Mikrorajon Balaschichas). Er verfasste in der Art eines Albumbuchs eines der bekanntesten und originellsten Lehrbücher der Geometrie für Kinder, das von Iwan Sytin herausgegeben wurde (Neuauflage 2002).
Nach der Oktoberrevolution fertigte Alexejew 1918 eine Reihe von Zeichnungen von Lenin in seinem Kabinett an. Alexejew beteiligte sich an der Realisierung des Plans Lenins der Monumentalpropaganda. Er  schuf 1918 das Beton-Relief der Union der Arbeiter und Bauern für die Fassade des Gebäudes der Moskauer Stadtduma (später Lenin-Museum, seit 2012 Museum des Vaterländischen Kriegs 1812) und 1919 das Karl-Marx-Betondenkmal in Balaschicha. Von Alexejew stammte eine der ersten Lenin-Büsten, deren Kopien in vielen sowjetischen Städten aufgestellt wurden, die erste Lenin-Statue (1924, Gips, Lenin-Museum) und das Lenin-Denkmal in Reutow (1925) sowie das Emblem der Gesellschaft zur Förderung der Verteidigung, des Flugwesens und der Chemie (1926/1927), deren Präsidiumsmitglied er war, und das Plakat Ultimatum! (1923).

## Werke (Auswahl)

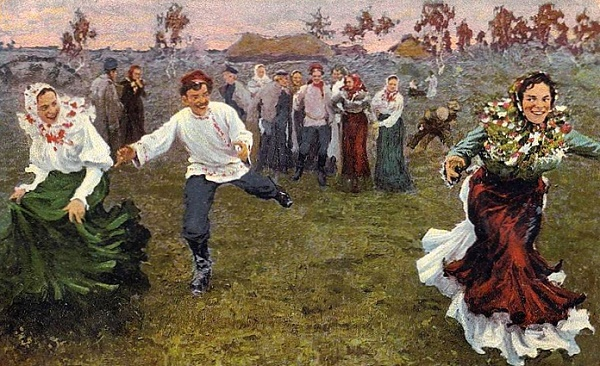
Fangen spielen (1917)
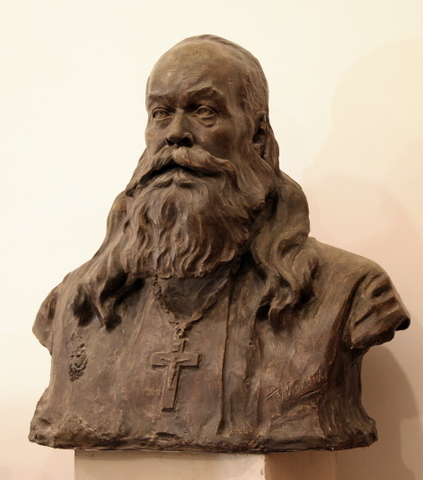
Erzpriester Nikolai Sokolow
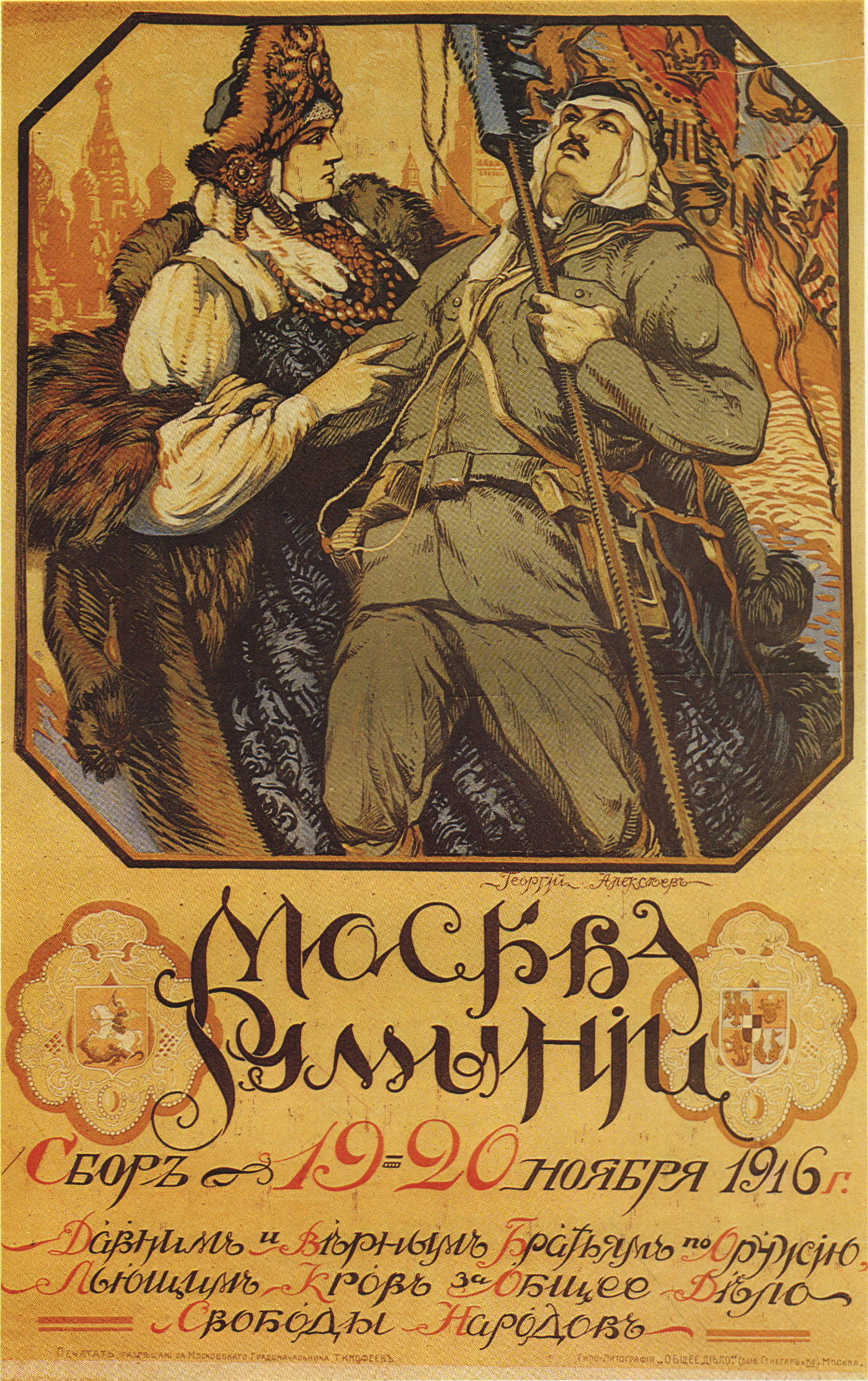
Sammlungsplakat im Ersten Weltkrieg (1916)
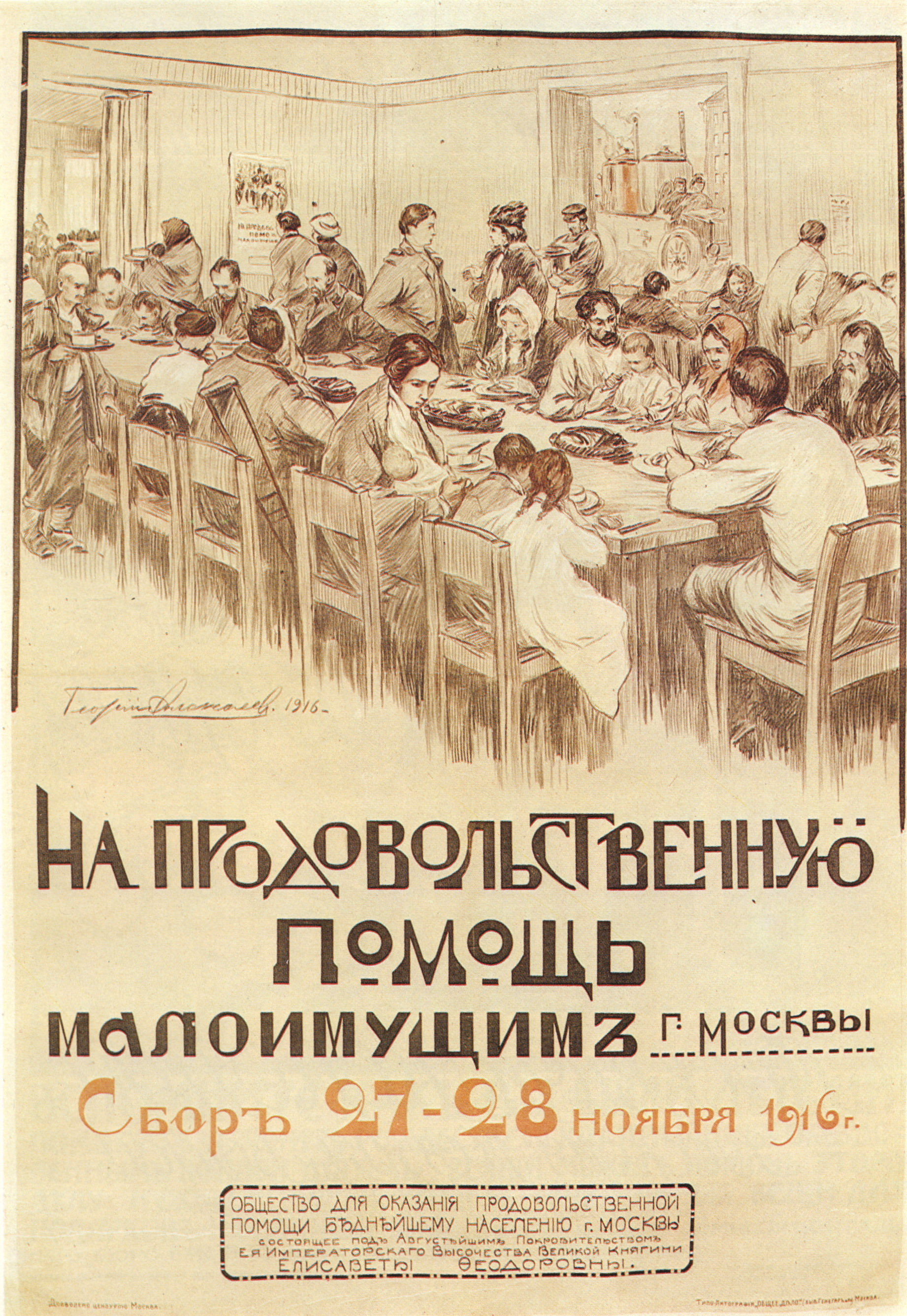
Sammlungsplakat im Ersten Weltkrieg (1916)
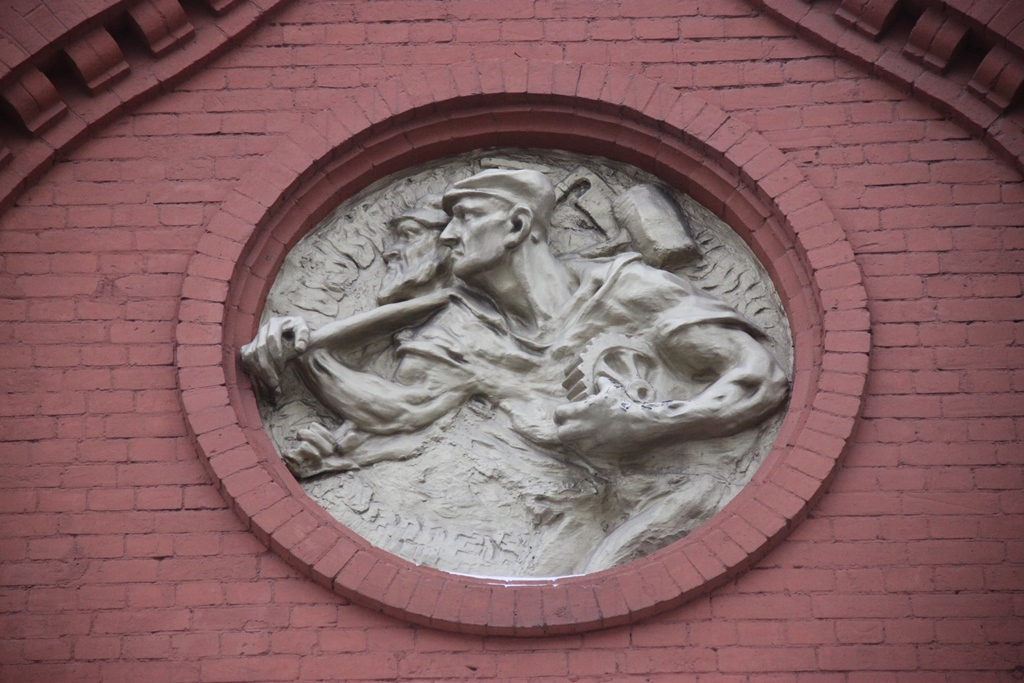
Union der Arbeiter und Bauern (1918)